# Liste der Biografien/Sief
Liste der Biografien |
Portal Biografien |
Personensuche
# |
A |
B |
C |
D |
E |
F |
G |
H |
I |
J |
K |
L |
M |
N |
O |
P |
Q |
R |
S |
T |
U |
V |
W |
X |
Y |
Z |
?
 
Sa |
Sb |
Sc |
Sd |
Se |
Sf |
Sg |
Sh |
Si |
Sj |
Sk |
Sl |
Sm |
Sn |
So |
Sp |
Sq |
Sr |
Ss |
St |
Su |
Sv |
Sw |
Sy |
Sz
 
Sia |
Sib |
Sic |
Sid |
Sie |
Sif |
Sig |
Sih |
Sii |
Sij |
Sik |
Sil |
Sim |
Sin |
Sio |
Sip |
Siq |
Sir |
Sis |
Sit |
Siu |
Siv |
Siw |
Six |
Siy |
Siz
 
Sieb |
Siec |
Sied |
Sief |
Sieg |
Sieh |
Siek |
Siel |
Siem |
Sien |
Siep |
Sier |
Sies |
Siet |
Sieu |
Siev |
Siew |
Siey
Die Liste der Biografien führt alle Personen auf, die in der deutschsprachigen Wikipedia einen Artikel haben. Dieses ist eine Teilliste mit 34 Einträgen von Personen, deren Namen mit den Buchstaben „Sief“ beginnt.

## Sief

### Siefa
- Siefart, Hans (1881–1958), deutscher Wirtschaftsjurist und Industriemanager
- Siefarth, Günter (1929–2002), deutscher Journalist
- Siefarth, Thorsten (* 1966), deutscher Rechtsanwalt und Autor

### Siefe
- Siefener, Michael (* 1961), deutscher Schriftsteller und Übersetzer
- Siefer, Axel (* 1951), deutscher Schauspieler und Regisseur
- Siefer, Gregor (* 1928), deutscher Soziologe
- Siefer, Heinrich (* 1959), deutscher römisch-katholischer Theologe, Erziehungswissenschaftler und Autor
- Siefer, Thomas (* 1956), deutscher Ingenieur, Professor an der Technischen Universität Braunschweig
- Sieferle, Rolf Peter (1949–2016), deutscher Historiker
- Siefert, Bernd (* 1967), deutscher Konditormeister
- Siefert, Bernhard (1944–2017), deutscher Fußballspieler
- Siefert, Fritz (* 1924), deutscher Radrennfahrer
- Siefert, Helmut (1939–2012), deutscher Medizinhistoriker
- Siefert, Jutta (* 1969), deutsche Juristin
- Siefert, Louisa (1845–1877), französische Lyrikerin
- Siefert, Paul († 1666), deutscher Komponist und Organist in Danzig
- Siefert, Silvia (* 1953), deutsche Handballspielerin
- Siefert, Uwe (* 1958), deutscher Politiker (CDU), MdBB

### Sieff
- Sieff, Annika (* 2003), italienische Nordische Kombiniererin und Skispringerin
- Sieff, Israel, Baron Sieff (1889–1972), britischer Manager, Unternehmer, Zionist und Politiker
- Sieff, Jeanloup (1933–2000), französischer Fotograf
- Sieff, Marcus, Baron Sieff of Brimpton (1913–2001), britischer Manager, Unternehmer, Zionist und Politiker
- Sieff, Rebecca (1890–1966), britische Zionistin
- Sieffermann, Edouard (1837–1919), französisch-deutscher Mediziner und Politiker, MdR
- Sieffert, Anton Emil Friedrich (1843–1911), deutscher evangelisch-reformierter Theologe
- Sieffert, Friedrich Ludwig (1803–1877), deutscher evangelischer Theologe

### Siefk
- Siefke, Norbert (* 1952), deutscher Fußballspieler
- Siefken, Richard (1904–1966), deutscher Theologe, Landessuperintendent des Sprengels Ostfriesland der Evangelisch-lutherischen Landeskirche Hannovers
- Siefken, Stephan (* 1978), LandratStephan Siefken (* 1978)

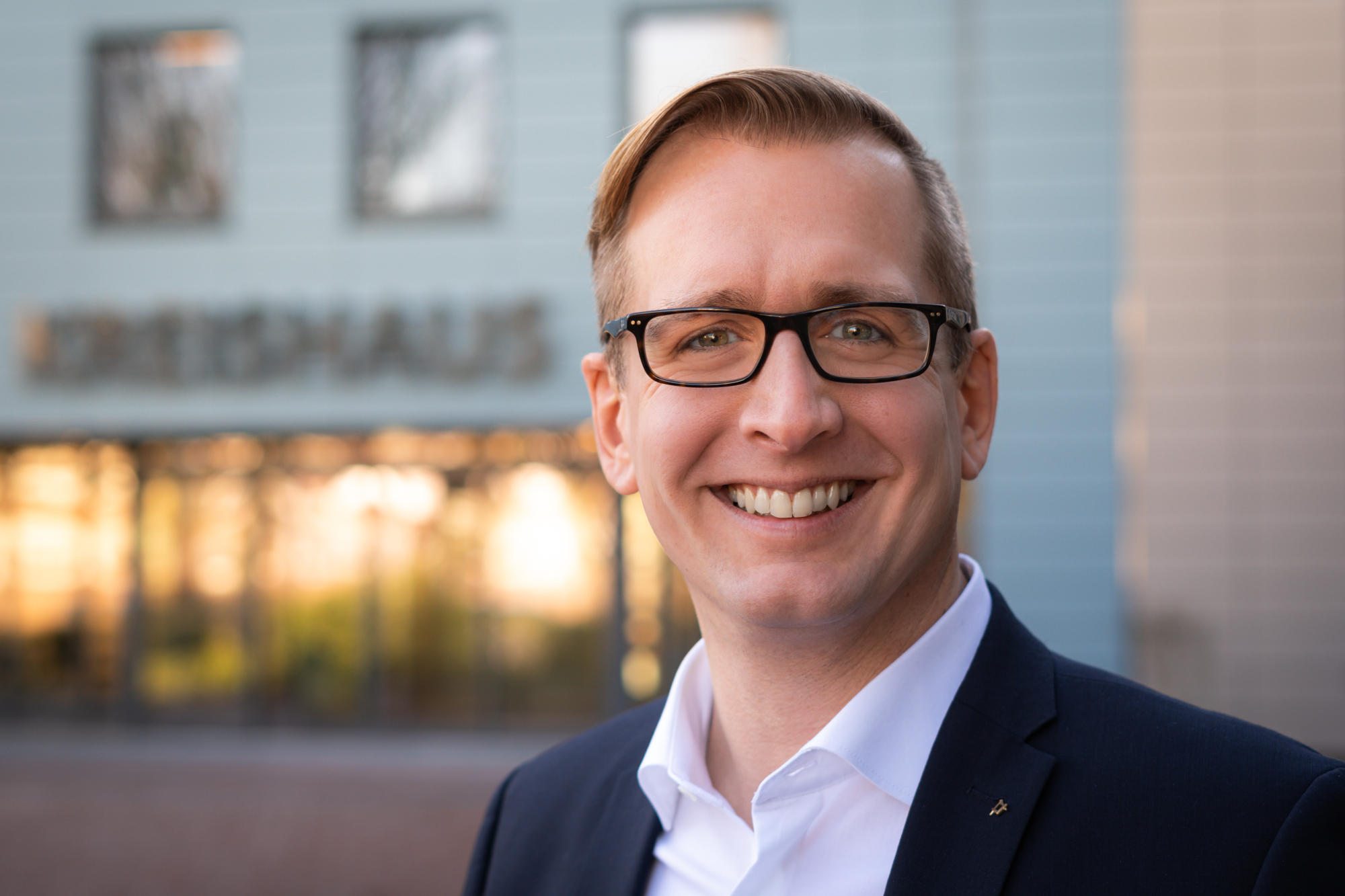
Stephan Siefken (* 1978)

- Siefker-Eberle, Birgitta (* 1954), deutsche Botschafterin
- Siefkes, Christoph (* 1991), deutscher Fußballspieler
- Siefkes, Dirk (1938–2016), deutscher Mathematiker und Informatiker
- Siefkes, Patrick (* 1990), deutscher Fußballtorhüter
- Siefkes, Wilhelmine (1890–1984), deutsche Schriftstellerin in niederdeutscher Sprache